# باولو كوستنزو
باولو كوستنزو (Paulo Costanzo) هو ممثل كندي من مواليد 21 سبتمبر 1978. معروف بدوره في فيلم رحلة الطريق.

## روابط خارجية
- باولو كوستنزو على موقع IMDb (الإنجليزية)
- باولو كوستنزو على موقع ألو سيني (الفرنسية)
- باولو كوستنزو على موقع أول موفي (الإنجليزية)
- باولو كوستنزو على موقع قاعدة بيانات الأفلام السويدية (السويدية)
- باولو كوستنزو على موقع إن إن دي بي (الإنجليزية)
- باولو كوستنزو على موقع قاعدة بيانات الفيلم (الإنجليزية)
- باولو كوستنزو على موقع كينوبويسك (الروسية)